# Келлер, Тимоти
Тимоти (Тим) Келлер (англ. Timothy J. Keller; 23 сентября 1950, Аллентаун, Пенсильвания — 19 мая 2023, Нью-Йорк, Нью-Йорк, США) — американский пресвитерианский теолог, пастор и христианский апологет. Основатель и пастор общины Пресвитерианской Церкви в Нью-Йорке и автор популярных книг.
Он также является председателем и соучредителем компании Redeemer City to City, которая готовит пасторов для служения в мегаполисах. Он также является основателем и пастором Пресвитерианской Церкви Искупителя в Нью-Йорке.
Среди его книг на русском языке вышли: «Разум за Бога. Почему среди умных так много верующих» (М.: Эксмо, 2012), «Зачем работать. Великие библейские истины о вашем деле» (М.: Эксмо, 2015), «Расточительный Бог: Возрождение основ христианской веры» (СПб.: Мирт, 2016) и «Прогулки с Богом. От горя к радости» (М.: Эксмо, 2019).

## Биография
Келлер родился в городе Аллентаун, штат Пенсильвания. Он является выпускником Бакнеллского университета (B.A., 1972), Гордон-Конвелской Теологической семинарии (M. Div., 1975) и Вестминстерской Богословской семинарии, где он получил степень доктора практического богословия (D.Min.) в 1981 году под руководством Харви Конна. Он стал христианином во время учёбы в Бакнеллском университете, благодаря служению христианского братства InterVarsity, с которым он позже служил в качестве штатного сотрудника. Он был рукоположен Пресвитерианской Церковью в Америке (PCA) и служил пастором в пресвитерианской церкви West Hopewell в Хопуэлл, Виргиния в течение девяти лет, в то же время выступая в качестве директора по насаждению церквей для PCA. Он также служил на факультете Вестминстерской Теологической семинарии в Филадельфии, штат Пенсильвания, где он и его жена Кэти были вовлечены в городское служение.
Келлер был нанят своей деноминацией, чтобы начать Пресвитерианскую церковь Искупителя в Манхэттене в 1989 году, несмотря на его относительное отсутствие опыта, и после того, как два других кандидата отказались от этой должности. Сегодня посещаемость церкви составляет более 5000 человек каждую неделю.
В 2008 году Келлер опубликовал свою первую книгу за 20 лет (с момента его доклада для своей деноминации о диаконических служениях озаглавленного «Служения Милосердия» в 1989 году). Книга названная «Разум за Бога», была основана на общих возражениях против христианской веры, услышанных во время его служения в Нью-Йорке. Книга заняла 7-е место в списке бестселлеров научно-популярной литературы «Нью-Йорк Таймс».

## Личная жизнь
Келлер проживал на острове Рузвельт в Нью-Йорке со своей женой Кэти. У них  три сына: Дэвид, Майкл и Джонатан.
7 июня 2020 года Келлер рассказал через социальные сети, что у него обнаружили рак поджелудочной железы.
Скончался 19 мая 2023 года на 73-м году жизни.

## Служение
Келлер был описан как «К. С. Льюис 21-го века», хотя он открестился от сравнений со своим героем. Он часто обращается к светским или академическим источникам, таким как The New York Times, и СМИ описали его как аномалию: пастор, который обращается к Манхэттенским яппи и интеллектуалам.

### Пресвитерианская церковь Искупителя
По состоянию на 2008 год Пресвитерианская церковь Искупителя выросла с 50 человек до общей посещаемости более 5000 человек каждое воскресенье, что привело к тому, что некоторые называют его «самым успешным христианским евангелистом в городе». В 2004 году журнал Christianity Today описывал церковь Искупителя как «одну из самых важных конгрегаций Манхэттена».
Акцент церкви на молодых городских профессионалах, которые, по мнению Келлера, оказывают непропорциональное влияние на культуру и её идеи, придал церкви необычный характер для американской мегацеркви. Большинство прихожан состоит из одиноких взрослых; это также более сорока процентов американцев азиатского происхождения и многие прихожане работают в области искусства и финансовых услуг. В своей проповеди «он почти не уклоняется от трудных христианских истин, но его голос звучит иначе, чем многие пронзительные евангельские голоса в общественной сфере». Келлер часто критикует обе политические партии в США (Демократическая и Республиканская) и избегает публичной позиции по политическим вопросам, что приводит к политически центристской церкви.
Пресвитерианская церковь Искупителя также основала Hope for New York — некоммерческую организацию, которая отправляет добровольцев и гранты более чем 40 религиозных министерств, обслуживающих социальные потребности в Нью-Йорке, Центр Вера и Труд по подготовке специалистов в христианском богословии, и Искупитель от города в город для обучения и финансирования пасторов в Нью-Йорке и других городах.
Келлер является соучредителем Евангельской коалиции, группы реформированных лидеров со всех концов Соединённых Штатов.
1 июля 2017 года Келлер ушёл с поста старшего пастора Пресвитерианской церкви Искупителя. Этот шаг был частью более широкого видения, чтобы перенести его усилия с проповеди на обучение следующего поколения церковных лидеров и создание новых церквей в глобальных городах через Искупителя от города в город.

## Теология
Келлер избегает ярлыка «евангельский» из-за характерной для США политической и фундаменталистской коннотации этого термина и предпочитает называть себя ортодоксом, потому что «он верит в важность личного обращения или „рождения свыше“ и полный авторитет Библии». Он отождествляет себя с реформированной теологией, хотя некоторые критикуют его в этой традиции за современную интерпретацию её доктрин. Он был описан как «дружественный к доктрине появляющийся пастор» и «неокальвинист».

### Евангелие против религии
Центральным элементом и основой служения Келлера было его учение о доктрине Евангелия, подчеркивающее доктрины абсолютной греховности, незаслуженной благодати и заместительного искупления. Это учение резюмируется в его часто употребляемом объяснении: «Евангелие таково: мы более грешны и несовершенны в себе, чем мы когда-либо осмеливались представить, но в то же самое время мы настолько же сильнее любимы и приняты в Иисусе Христе, чем мы когда-либо осмеливались надеяться» (The Meaning of Marriage). Такое понимание Евангелия противопоставляется тому, что Келлер называет «традиционной религией» (которую он определяет как совокупность правил, ритуалов или действий, позволяющие человеку заслужить спасение или благосклонность Бога), а также «безрелигиозностью» (которую он определяет как веру в то, что нет Бога или нет необходимости в его благосклонности). Это было названо «третий путь Евангелия», или «подход, ориентированный на Евангелие». Типичным для этого учения является его толкование Притчи о блудном сыне (см. Расточительный Бог), основанная на учении одного из наставников Келлера, Эдмунда Клоуни.

### Апологетика
Проповеди и сочинения Келлера в его апологетике характеризуются уважительной ориентацией на образованную и сомневающуюся нерелигиозную аудиторию. Его наиболее явная работа на эту тему «Разум за Бога» основывается на многочисленных разговорах со скептически настроенными жителями Нью-Йорка в ходе своего служения (Разум за Бога, стр. 26). В другом месте он писал об утрате христианской культуры на Западе, в том числе в академических и культурных учреждениях, и о необходимости для христиан контекстуализироваться в нынешнем светском и антирелигиозном культурном климате.
Касательно креационизма, Келлер утверждает, что по его мнению учение о Сотворении не является строго буквальным и что эволюцию в его церкви «никто не продвигает и не исключает». Келлер написал на эту тему эссе для фонда Биологос.
Основные влияния на Келлера в апологетике включают К. С. Льюис, Корнелиус ван Тил, Джон Стотт, Алвин Плантинга и Мирослав Вольф.

### Идолопоклонство
Другая центральная тема в учении Келлера — идолопоклонство, основанное на учениях Мартина Лютера и Жана Кальвина, а также на Десяти заповедях и других частях Библии. Келлер утверждает, что современное идолопоклонство продолжается сегодня в форме пристрастия или преданности деньгам, карьере, сексу, власти и всему, что люди стремятся дать значение и удовлетворение в жизни, кроме Бога (подробно описано в его книге Counterfeit Gods).

### Социальная справедливость и политика
Келлер открещивается от «социального Евангелия» характерного для основных протестантских церквей в США, которые отстаивают либеральные политические взгляды и смещают акцент с доктрин греха и заместительной жертвы. Однако он также критиковал евангельский союз с Республиканцами и утверждал, что христианство является гораздо более широким глобальным движением, которое соглашается с некоторыми либеральными и некоторыми консервативными вопросами (и критикует их обоих). Он приводил доводы в пользу благотворительности и заботы о нуждах бедных, основываясь на библейских текстах, таких как Пятикнижие и Притча о добром самарянине.

### Участие в культуре
Келлер лидировал в применении христианского богословия к светским профессиям, таким как бизнес, искусство и предпринимательство. Центр Вера и Труд при церкви Искупителя выступил спонсором деловых конкурсов и богословского образования для работающих специалистов. Его взгляды на христианство и культуру изложены в его книгах «Зачем работать?» и «Центровая церковь». Келлер является страстным поклонником работ К. С. Льюиса и Дж. Р. Р. Толкина, известных христианских авторов, а также поддерживает романы о Гарри Поттере, которые некоторые консервативные христиане считают языческими.

### Пол и гендер
Келлер придерживается точки зрения, согласно которой, мужчины и женщины имеют различные, но взаимодополняющие роли и обязанности в браке, семейной жизни и религиозном лидерстве, при этом конкретные обязанности, сопровождающие роль каждого пола, не определены. Он считает, что брак обеспечивает личностный рост, который приходит через межполовые отношения. Он развивает библейский взгляд на секс и брак в своей книге «The Meaning of Marriage» и считает, что гомосексуальность несовместима с Писанием. Келлер подписал Манхэттенскую декларацию и выступает против абортов, но не против контрацепции.

### Города и насаждение церквей
Находясь в Вестминстерской теологической семинарии, наставником Келлера был Харви Конн, один из первых защитников служения в городах-центрах. Позже он был нанят для основания Пресвитерианской церкви Спасителя из-за нехватки библейских ортодоксальных церквей в центре Манхэттена.
С тех пор он стал мировым представителем необходимости создавать новые виды церквей в городских центрах для решения проблемы быстрой урбанизации. Он выступил с докладом по этому вопросу на Лозаннской конференции 2010 года.
Через Redeemer City to City Келлер наставляет и возглавляет сеть церквей в центрах городов, которая представляет сходные ценности служения по всему миру. Он много пишет о важности городов и дает библейскую теологическую основу для служения в городах в своей книге о служении «Центровая церковь».

## Книги
- Resources for Deacons: Love Expressed through Mercy Ministries (Christian Education and Publications, 1985) ISBN 0-9703541-6-9
- Ministries of Mercy: The Call of the Jericho Road (P&R Publishing, 1997) ISBN 0-87552-217-3
  - Служение милосердия. Твоя дорога в Иерихон (Одесса: Издание ООБФ «Содействие», 2005)
- Church Planter Manual (Redeemer Presbyterian Church, 2002)
- The Reason for God: Belief in an Age of Skepticism (Dutton Adult, February 2008) ISBN 0-525-95049-4
  - Разум за Бога. Почему среди умных так много верующих (М.: Эксмо, 2012) ISBN 978-5-699-50854-9
- The Prodigal God: Recovering the Heart of the Christian Faith (Dutton Adult, November 2008) ISBN 0-525-95079-6
  - Расточительный Бог. Возрождение основ христианской веры (СПб.: Мирт, 2016) ISBN 978-5-88869-309-4
- Counterfeit Gods: The Empty Promises of Money, Sex, and Power, and the Only Hope that Matters (Dutton Adult, October 2009) ISBN 0-525-95136-9
- Generous Justice: How God’s Grace Makes Us Just (Dutton Adult, November 2010) ISBN 0-525-95190-3
- King’s Cross: The Story of the World in the Life of Jesus (Dutton Adult, February 2011) ISBN 0-525-95210-1
- The Meaning of Marriage: Facing the Complexities of Commitment with the Wisdom of God (Dutton Adult, November 2011) ISBN 0-525-95247-0
- The Freedom of Self Forgetfulness: The Path to True Christian Joy (10Publishing, March 2012) ISBN 978-1906173418
- Center Church: Doing Balanced, Gospel-Centered Ministry in Your City (Zondervan, September 2012) ISBN 0-310-494184
  - Центровая церковь. Сбалансированное городское служение с Евангелием в центре (Чернигов: In Lumine Media, 2016) ISBN 978-617-7168-28-6
- Every Good Endeavor: Connecting Your Work to God’s Work (Dutton, November 2012) ISBN 978-0-525-95270-1
  - Зачем работать. Великие библейские истины о вашем деле (М.: Эксмо, 2015) ISBN 978-5-699-70374-6
- Galatians For You (The Good Book Company, February 2013) ISBN 978-1908762573
- Judges For You (The Good Book Company, August 2013) ISBN 978-1908762900
- Walking with God through Pain and Suffering (Dutton, October 2013) ISBN 978-0-525-95245-9
  - Прогулки с Богом. От горя к радости (М.: Эксмо, 2019) ISBN 978-5-699-73668-3
- Encounters with Jesus: Unexpected Answers to Life’s Biggest Questions (Dutton, 2013) ISBN 978-0-525-95435-4
- Romans 1-7 For You (The Good Book Company, February 2014) ISBN 978-1908762917
- Prayer: Experiencing Awe and Intimacy with God (Dutton, 2014) ISBN 978-0-525-95414-9
- Center Church Europe (Wijnen, Uitgeverij Van, 2014) Contributors are José de Segovia, Leonardo De Chirico, Michael Herbst, Frank Hinkelmann, Martin de Jong, Jens Bruun Kofoed, Daniel Liechti, András Lovas, David Novak, Stefan Paas and Martin Reppenhagen. ISBN 978-9-051-94480-8
- Romans 8-16 For You (The Good Book Company, February 2015) ISBN 978-1910307298
- Preaching: Communicating Faith in an Age of Skepticism (Viking, June 2015) ISBN 978-0-525-95303-6
- The Songs of Jesus: A Year of Daily Devotionals in the Psalms (Viking, November 2015) ISBN 978-0-525-95514-6
- Making Sense of GOD: An Invitation to the Skeptical[35] Viking ISBN 9780525954156 ebk. ISBN 9780698194366
- Hidden Christmas: The Surprising Truth Behind the Birth of Christ (Viking, Nov 2016) ISBN 978-0735221659
- God’s Wisdom for Navigating Life: A Year of Daily Devotions in the Book of Proverbs (Viking, Nov 2017) ISBN 978-0735222090
- The Prodigal Prophet: Jonah and the Mystery of God’s Mercy (Viking, Oct 2018) ISBN 978-0735222069

### В качестве одного из авторов в сборниках
- Schaller, Lyle E, ed. (1993), Center City Churches: The New Urban Frontier, Abingdon Press, ISBN 0-687-04802-8.
- Bustard, Ned, ed. (2000), It Was Good: Making Art to the Glory of God, Square Halo Books, ISBN 978-0-9785097-1-2.
- Carson, DA, ed. (2002), Worship by the Book, Zondervan, ISBN 0-310-21625-7.
- Piper, John; Taylor, Justin, eds. (2007), The Supremacy of Christ in a Postmodern World, Crossway Books, ISBN 978-1-58134-922-1.
- Dallas Willard, ed. (2010), A Place for Truth: Leading Thinkers Explore Life's Hardest Questions, IVP Books, ISBN 978-0-8308-3845-5

## Интервью
- Amanpour, Christiane (2011). Interview with Pastor Tim Keller, ABC News This Week, April 24.
- Barkhorn, Eleanor (2011), «How Timothy Keller Spreads the Gospel in New York City, and Beyond» The Atlantic, Feb 21, 2011.
- Bechelder, Kate (2014), «God Isn’t Dead in Gotham» Wall Street Journal, Dec 20-21, 2014.
- Kristof, Nicholas (2016). «Pastor, Am I a Christian?» New York Times, December 25, p. SR19.